# Arata Kodama
Arata Kodama (児玉 新, Kodama Arata) est un footballeur japonais né le 8 octobre 1982. Il évolue au poste de défenseur.

## Palmarès
Gamba Osaka
- Champion du Japon en 2005
- Finaliste de la Coupe de la Ligue japonaise en 2005

Shimizu S-Pulse
- Finaliste de la Coupe du Japon en 2010
- Finaliste de la Coupe de la Ligue japonaise en 2008